# Булатово (Абзеліловський район)
Була́тово (рос. Булатово, башк. Булат) — присілок у складі Абзеліловського району Башкортостану, Росія. Входить до складу Альмухаметовської сільської ради.
Населення — 155 осіб (2010; 158 в 2002).
Національний склад:
- башкири — 1000%